# Guisona
Guisona o Guissona (oficialmente en catalán Guissona) es un municipio de Cataluña, España. Perteneciente a la provincia de Lérida, en la comarca de la Segarra, situado en el centro de la llanura homónima, al norte de Cervera. Es el municipio más poblado de la comarca después de la capital e incluye el pequeño núcleo de Guarda-si-venes. Cuenta con una población de 7635 habitantes (INE 2024).

## Economía
Se basa en la agricultura, la ganadería y la industria. Posee una importante cooperativa agropecuaria que comercializa los productos de la zona

## Historia

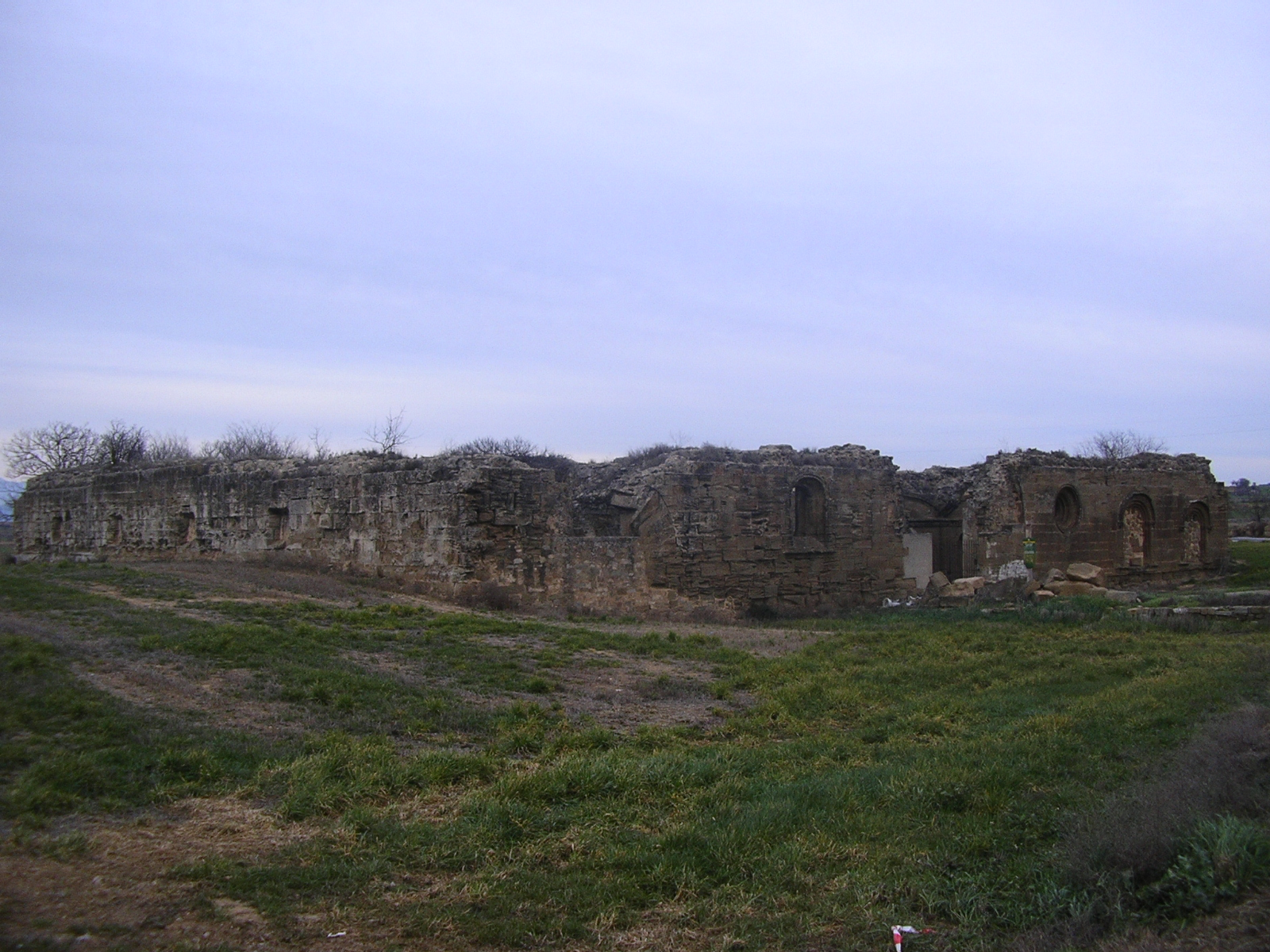
Guisona, Obra de Fluvià

Tiene su origen en la ciudad ibérica de Iesso, que fue conquistada por los romanos y convertida en municipio, con una muralla que se extendía por una superficie mayor a la del actual casco antiguo. De esta época han sido hallados numerosos restos, entre ellos parte de unos baños termales. Fue posiblemente sede episcopal, trasladada a Seo de Urgel debido a la invasión musulmana. Tras la reconquista cristiana en 1020, fue propiedad de los obispos de la diócesis de Urgel, que construyeron un palacio residencial en la ciudad y fundaron un monasterio agustiniano, convertido en colegiata secular en el siglo XV.
El 12 de junio de 1837 se produjo cerca de la villa una importante batalla entre carlistas y liberales. Los carlistas al mando del infante Sebastián fueron derrotados por el barón de Meer, capitán general de Cataluña. Los carlistas eran los de la Expedición Real que había salido de Navarra junto con el pretendiente Carlos María Isidro de Borbón.
Hacia mediados del siglo XIX, el lugar, ya por entonces con ayuntamiento propio, tenía contabilizada una población de 1550 habitantes. Aparece descrito en el noveno volumen del Diccionario geográfico-estadístico-histórico de España y sus posesiones de Ultramar de Pascual Madoz con las siguientes palabras:

GUISONA: v. con ayunt. en la prov. de Lérida (8 leg.), part. jud. de Cervera (2), aud. terr. y c. g. de Barcelona (16), dióc. de Seo de Urgel (15), oficialato de su nombre: está sit. en un llano que forma una subida casi imperceptible, prolongándose en direccion NE. hasta terminar en una pequeña colina, con libre ventilacion y batida de todos los vientos, y clima benigno y saludable. Se compone la pobl. de 250 casas de regular altura, distribuidas en dos calles principales denominadas Fuente de Fluvia y Bisbal, con varios callejones que las cruzan formando distintas plazas de muy escasas dimensiones. La casa de ayunt. fué demolida en 1828 por amenazar ruina, sin que desde aquella época se haya tratato de levantar otro edificio que le sustituya, asi como la cárcel ública que tambien se derribó en 1840, y era una torre de bastante antigüedad: desde entonces se destinó, tanto para celebrar sus sesiones el ayunt. como para depósito de los presos, dos locales á propósito en un palacio episcopal que existe dentro de la pobl. Este edificio, si bien cómodo y bastante espacioso, no ofrece en su construccion ninguna cosa notable, y pertenece al diocesano de Seo de Urgel. Igualmente ha y un conv. que fué de Agustinos descalzos, y hubo otro de misionistas de San Vicente de Paul, en la actualidad derruido y propiedad de un particular; tiene 2 escuelas de niños, una de ellas privada, y concurren á ambas sobre unos 120: la costeada por el ayunt. está á cargo de un profesor con la asignacion anual de 2,300 rs.: igualmente hay 2 de niñas, una pública pagada por una fundacion pia, y otra por retribucion convencional con las discípulas. La igl. parr, constituida en colegiata, dedicada á Sta. Maria, comprende los agregados de Guardasivenes, Mas den Porta, Bellvehi, Torrafeta, Ratera, Grá, San Martin y la Morana, está servida por un canónigo que es el párroco, un coadjutor, 2 beneficiados y 2 vicarios, con algunos otros dependientes de nombramiento esclusivo del curato. El edificio de construccion ant., es sumamente sólido, y en su aspecto presenta un delicado gusto en la direccion de las obras, al paso que suma inteligencia; á pesar del tiempo transcurrido, desde que fué levantado, se observa en él una marca elegante, que le hace aparecer con toda la belleza de la arquitectura moderna y la grande magestad de la ant.: es uno de los mejores edificios que existen en el part. El hospital con una igl. reducida contigua, está á cargo de una junta de Beneficencia que con su benéfico celo, atienden al socorro de los infelices enfermos que carecen de toda clase de recursos. En los arrabales de la pobl. se encuentra una fuente de piedra con 10 caños continuos que arrojan agua de muy buena calidad para el consumo de los vec., y á su lado existe el lavadero pública y un abrevadero para los ganados; hácia el N. y próximo al pueblo, está el cementerio en posicion cómoda de libre ventilacion; últimamente se ha construido un paseo elegante plantado de distintos árboles del pais y de América, con asientos de piedra y alumbrado perfectamente por varios farole de rebervero colocados al efecto. Se estiende el térm. de N. á S. 1 leg., y otra de E. á O.; confinando por N. con el de Guardasivenes y Salvanera; E. Masoteras y San Guin; S. Bellvehi y Torrafeta; y O. San Marti y Morana. Dentro de su circunferencia hay 3 fuentes de aguas potables, de las cuales una se denomina del Estanque, y deja salir por sus 5 caños agua suficiente para el riego de una gran parte del terreno y algunos molinos harineros; por él se encuentran esparcidas 4 ermitas con los nombres de San Pedro, San Antonio, San Roman y San Macario, asi como las ruinas de un suntuoso palacio episcopal de remota antigüedad, pero que á pesar del tiempo transcurrido y del destructor azote de los años, conserva las paredes á la altura de 12 pies, revelando en sus restos la sólida belleza de la arquitectura gótica. Tambien existió en otros tiempo un pueblo denominado Fluviá, del que no existen otros vestigios que el nombre que conserva un pedazo del térm. donde estuvo sit. El terreno de regular calidad en su mayor parte, tiene algunos trozos de bastante buena, siendo casi todo él gredoso, á escepcion de la parte que ocupa al E. y S. que es arenoso y de secano, con muchos árboles frutales de distintas especies. Ademas de los caminos generales que conducen á Cardona, Manresa, Igualada, Cervera, Tárrega, Agramunt, Seo de Urgel, Sanahuja y Solsona, hay otros que dirigen á los pueblos circunvecinos, todos ellos en muy buen estado. Recibe la correspondencia los domingos, martes, ueves y viernes de la adm. de Cervera por medio de un balijero que al efecto hay nombrado, saliendo la de la pobl. los mismos dias en que entra. prod.: toda clase de cereales, legumbres, vino, frutas de bastante calidad, poco aceite y hortalizas; con ganado lanar, cabrio y el vacuno indispensable para la labranza, y caza de perdices, liebres y conejos. La principal ind. es la agricultura, ademas de toda clase de oficios, algun telar de tejidos de algodon, 2 establecimientos para la cria del gusano de seda de muy reciente creacion, pero que sin embargo van adelantando rápidamente 2 molinos harineros y una fáb. de aguardiente. El comercio consiste en la esportacion de los frutos del pais á los mercados de Agramunt, Cervera y otros, importándose alguna pesca salada. Tambien celebra ferias el lunes de Semana Santa, el lunes de pascua de Pentecostes, el 24 de junio, el 3 de noviembre, otra el primer domingo siguiente á esta última, el 18 de diciembre y la de 27 del mismo mes, en la cual se contratan con los propietarios por un año los jornaleros y mozos de labranza que acuden en número muy crecido de todos los pueblos inmediatos con este especial objeto; las ventas son solamente del ganado lanar y cabrio, vacuno y de cerda, cáñamo y todas las demas producciones del pais, cuyos art. se despachan igualmente en 2 mercados semanales (miércoles y sábado), y á mas en los meses de mayo y junio otro en todos los lunes. pobl.: 258 vec., 1,550 alm. cap. imp.: 390,942 rs. contr.: el 14,28 por 100 de esta riqueza. Verosimilmente es esta pobl., la que en las tablas de Ptolomeo viene significada bajo el nombre Kinna, habiendo degenerado este en el actual Guisona, por los siglos medios. Se supone haber sido destruida en la invasion sarracénica, y repoblado por Borrel, conde de Barcelona.
(Madoz, 1847, p. 136)

## Monumentos y lugares de interés
- Restos de la muralla medieval, incluida una de las puertas de acceso.
- Plaza Mayor porticada.
- Iglesia de Santa María, con elementos barrocos y neoclásicos.
- Museo municipal, con importantes colecciones de arqueología, cerámica, pintura, escultura y numismática, reflejo del importante pasado histórico de la población.
- En las afueras del núcleo urbano se hallan las ruinas del palacio episcopal inacabado del siglo XVI conocido como “Obra de Fluvià”.

## Geografía humana

### Demografía
Cuenta con una población de 7635 habitantes (INE 2024).
| Gráfica de evolución demográfica de Guisona entre 1842 y 2021 |
| |
| Población de derecho según los censos de población del INE Población de hecho según los censos de población del INEEn estos censos se denominaba Guisona: 1842, 1857, 1860, 1877, 1887, 1897, 1900, 1910, 1920, 1930, 1940, 1950, 1960, 1970 y 1981 |

| Nacionalidad | Hombres | Mujeres | Total | %     | Proporción |
| ------------ | ------- | ------- | ----- | ----- | ---------- |
| Española     | 1765    | 1700    | 3465  | 46.8% |            |
| Extranjera   | 2201    | 1724    | 3925  | 53.1% |            |

| País                 | Hombres | Mujeres | Total | %     | Proporción |
| -------------------- | ------- | ------- | ----- | ----- | ---------- |
| Rumania              | 666     | 575     | 1241  | 31.6% |            |
| Ucrania              | 560     | 504     | 1064  | 27.1% |            |
| Senegal              | 362     | 194     | 556   | 14.2% |            |
| Bulgaria             | 161     | 150     | 311   | 7.9%  |            |
| Marruecos            | 109     | 88      | 197   | 5.0%  |            |
| Colombia             | 57      | 39      | 96    | 2.4%  |            |
| Pakistán             | 17      | 6       | 23    | 0.5%  |            |
| Ecuador              | 13      | 9       | 22    | 0.5%  |            |
| Perú                 | 8       | 7       | 15    | 0.3%  |            |
| República Dominicana | 7       | 7       | 14    | 0.3%  |            |
| Cuba                 | 6       | 7       | 13    | 0.3%  |            |
| Polonia              | 5       | 6       | 11    | 0.2%  |            |
| China                | 5       | 4       | 9     | 0.2%  |            |
| Nigeria              | 5       | 4       | 9     | 0.2%  |            |
| Rusia                | 6       | 2       | 8     | 0.2%  |            |
| Brasil               | 1       | 5       | 6     | 0.1%  |            |
| Chile                | 5       | 1       | 6     | 0.1%  |            |
| Italia               | 4       | 2       | 6     | 0.1%  |            |
| Argelia              | 5       | 0       | 5     | 0.1%  |            |
| Portugal             | 2       | 3       | 5     | 0.1%  |            |
| Argentina            | 0       | 4       | 4     | 0.1%  |            |
| Bolivia              | 1       | 2       | 3     | 0.07% |            |
| Venezuela            | 1       | 2       | 3     | 0.07% |            |
| Francia              | 1       | 1       | 2     | 0.05% |            |
| Alemania             | 1       | 0       | 1     | 0.02% |            |
| Reino Unido          | 1       | 0       | 1     | 0.02% |            |

| 1900 | 1930 | 1950 | 1970 | 1981 | 1986 | 1990 | 1995 | 2000 | 2005 | 2010 | 2015 | 2019 |
| ---- | ---- | ---- | ---- | ---- | ---- | ---- | ---- | ---- | ---- | ---- | ---- | ---- |
| 1668 | 1774 | 1919 | 2085 | 2602 | 2685 | 2648 | 2915 | 3339 | 4874 | 6267 | 6862 | 7136 |

En 2019, aun a pesar de encontrarse en máximos históricos tanto en términos de población absoluta como extranjera, y de acuerdo con los datos proporcionados por el Padrón Continuo del INE, hasta diez municipios superaban ya a Guisona en porcentaje de población foránea a nivel nacional; a saber: Torre del Burgo (Guadalajara), Llíber (Alicante), Rojales (Alicante), Partaloa (Almería), Arboleas (Almería), Heras de Ayuso (Guadalajara), Benahavís (Málaga), San Fulgencio (Alicante), Daya Vieja (Alicante) y Benitachell (Alicante).